# Mergel

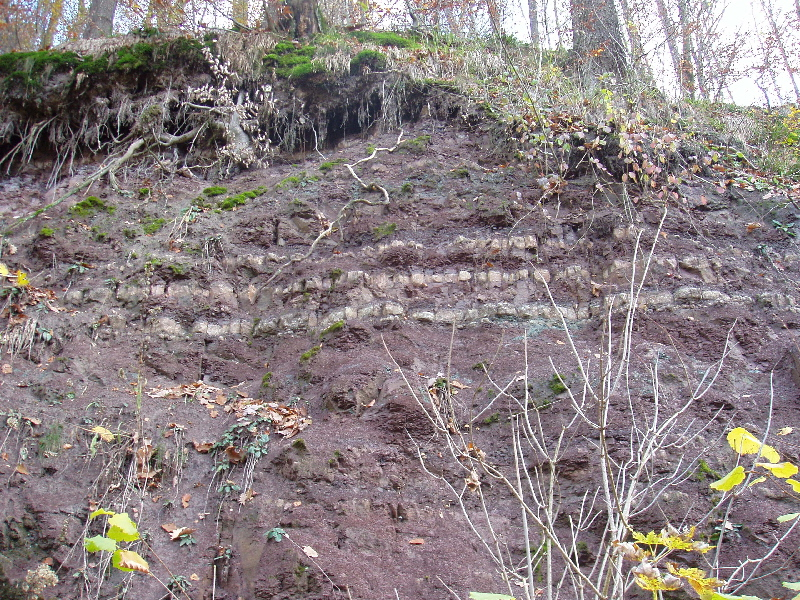
Bunter Mergel, Aufschluss Waldfriedhof Stuttgart

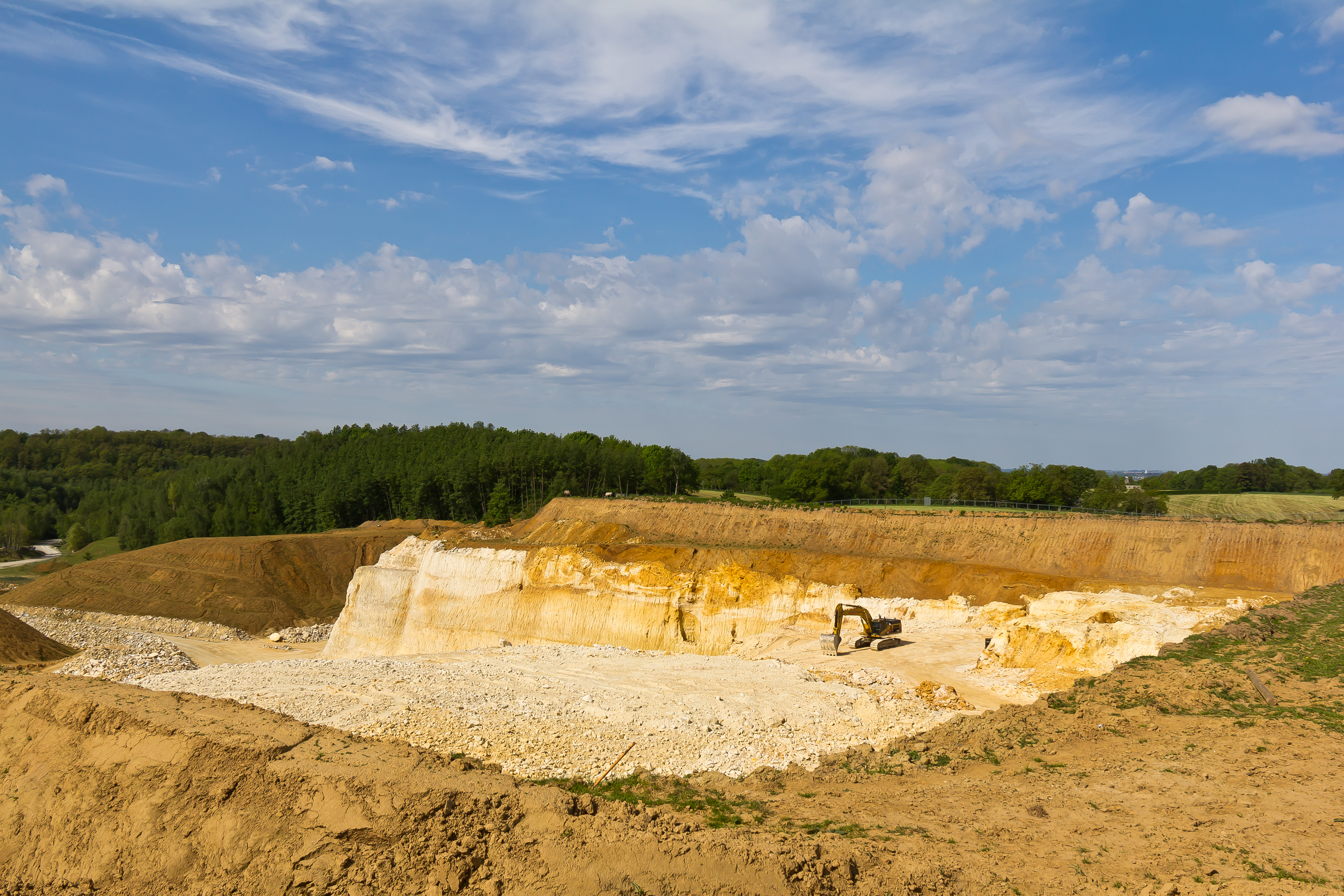
Mergelgrube Groeve ’t Rooth, Limburg (Niederlande)

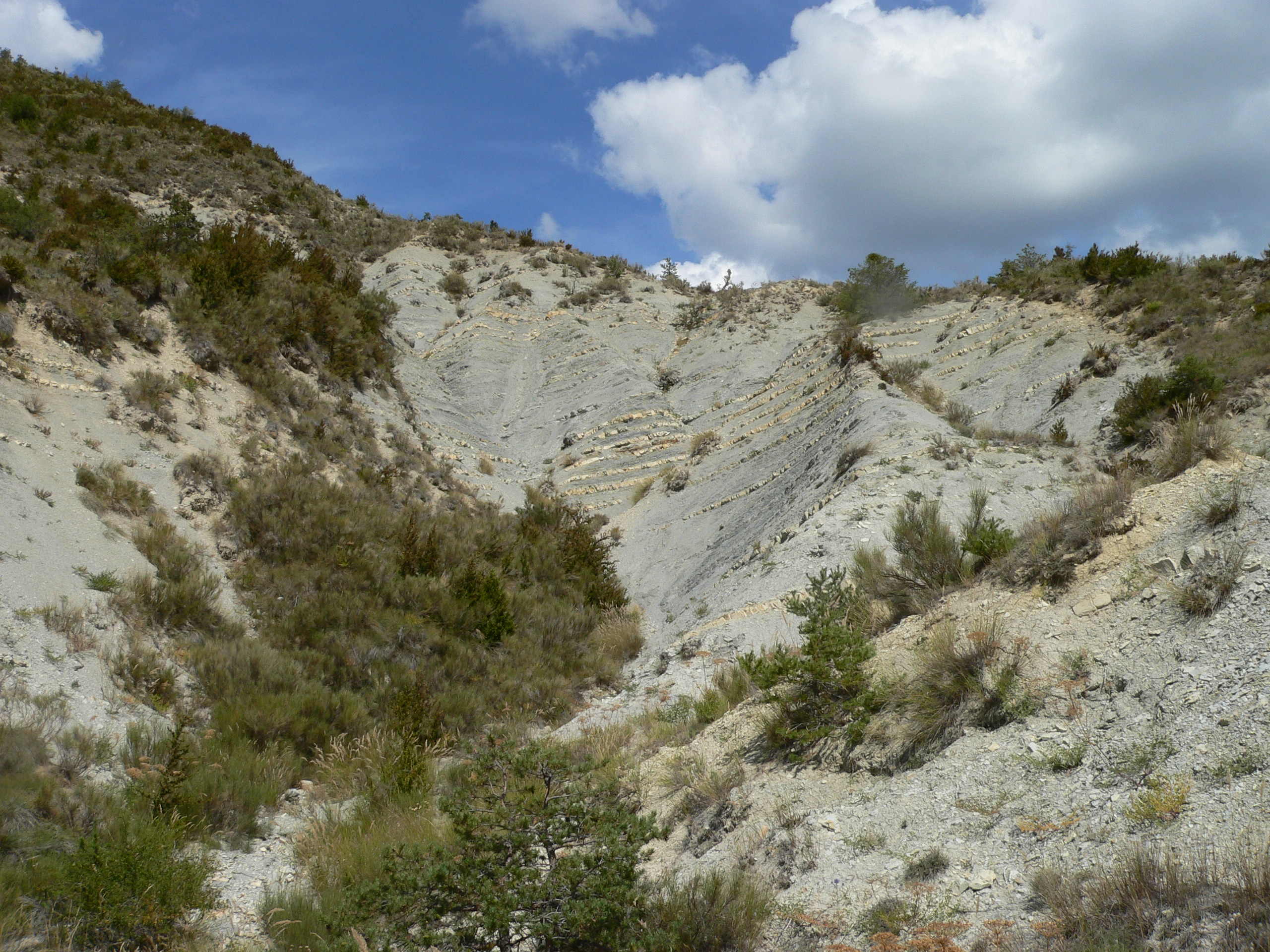
Blauer Mergel, Col de St. Jean, französische Alpen

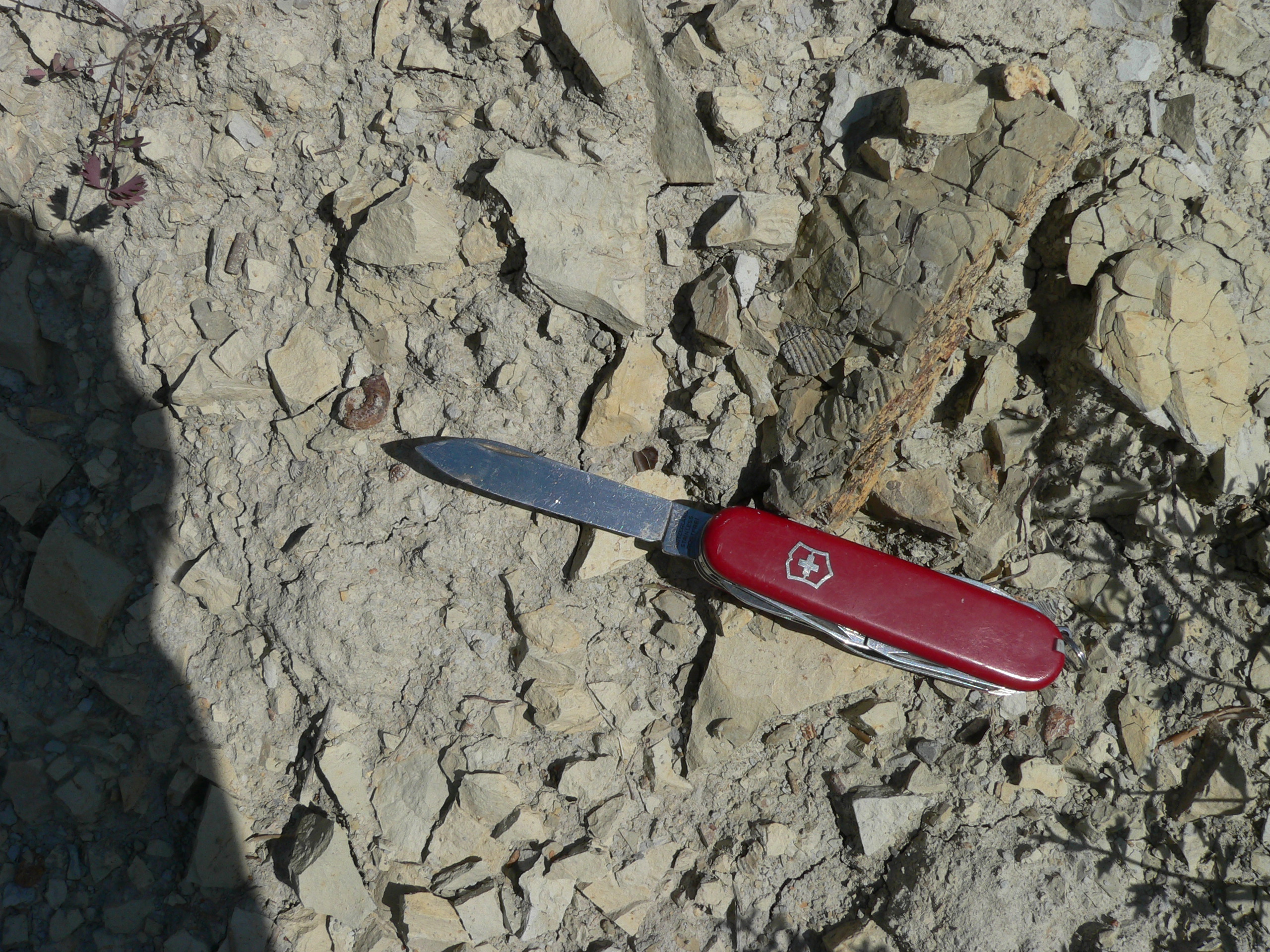
Marin abgelagerte Mergel sind häufig fossilführend: Limonitisierte Ammoniten in blauem Mergel, Col de St. Jean

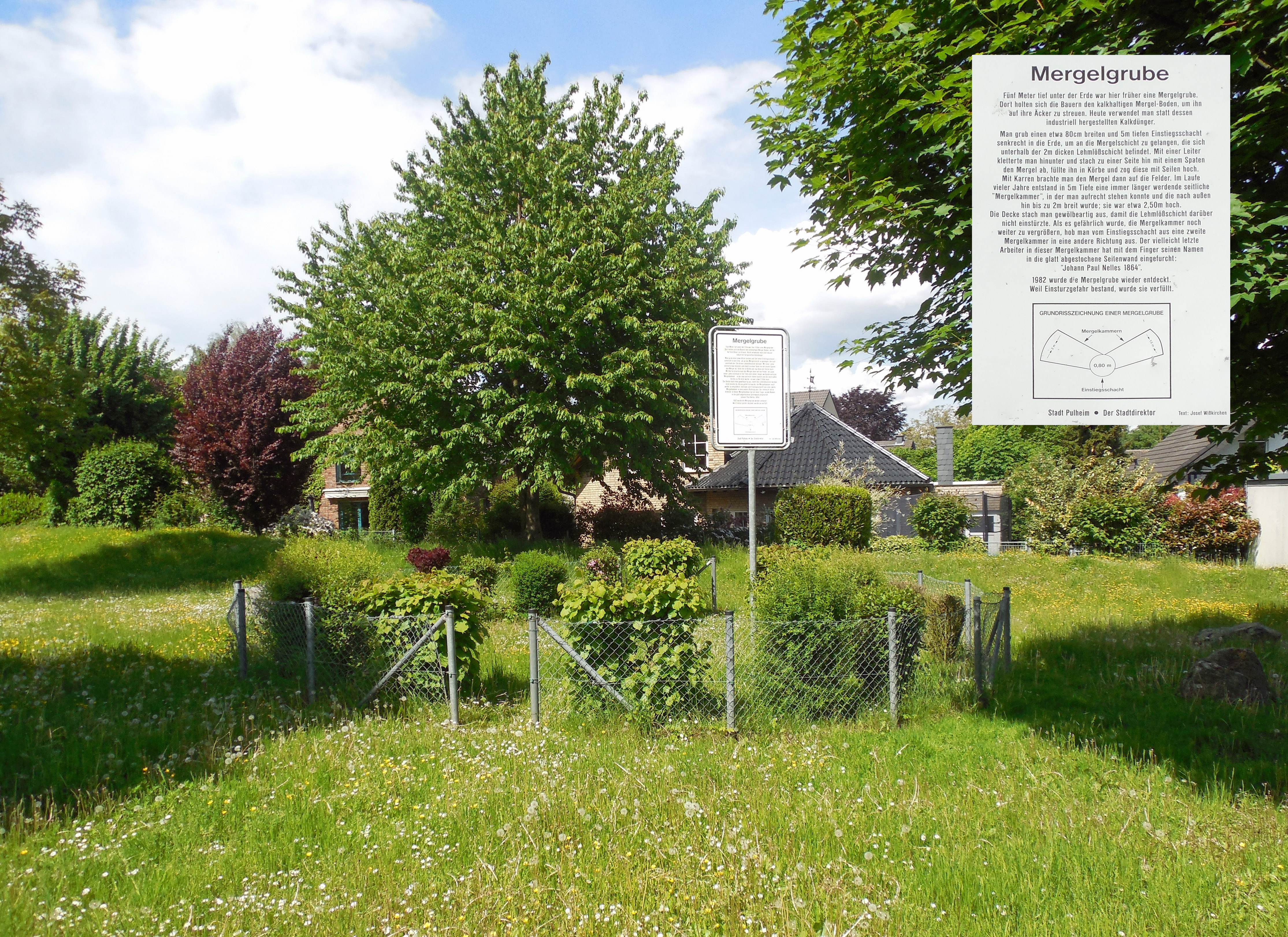
Zugeschüttete Mergelgrube, Pulheim, Rheinland

Mergel (althochdeutsch mergil, lateinisch marga; laut Plinius Naturalis historia ursprünglich aus dem Gallischen) ist ein Sedimentgestein. Bei stark verfestigten Ablagerungen spricht man auch von Mergelstein oder Mergelgestein. Mergel hat sehr unterschiedliche Entstehungsbedingungen. Er entsteht, wenn feines Material (Ton, Schluff) abgelagert und gleichzeitig Kalk ausgefällt oder ebenfalls abgelagert wird.

## Zusammensetzung
Das Gestein enthält sowohl Kalk als auch silikatische Bestandteile meist kleiner Korngröße (Ton und/oder Schluff). Gröberes Material (Sand und Kies) kann vorhanden sein. Bei höheren Kalkgehalten spricht man von Kalkmergel, bei hohem Tongehalt von Tonmergel. Mergelablagerungen, die alle Korngrößenklassen umfassen, werden in der Fachsprache als Diamiktit bezeichnet.
| Bezeichnung               | Anteil | Anteil |
| Bezeichnung               | Kalk   | Ton    |
| ------------------------- | ------ | ------ |
| hochprozentiger Kalkstein | ≤ 95 % | 005 %  |
| mergeliger Kalk           | ≤ 85 % | 015 %  |
| Mergelkalk                | ≤ 75 % | 025 %  |
| Kalkmergel                | ≤ 65 % | 035 %  |
| Mergel                    | ≤ 35 % | 065 %  |
| Tonmergel                 | ≤ 25 % | 075 %  |
| Mergelton                 | ≤ 15 % | 085 %  |
| mergeliger Ton            | ≤ 05 % | 095 %  |
| hochprozentiger Ton       | ≤ 00 % | 100 %  |

## Vorkommen
Mergel bzw. Mergelsteine sind weltweit verbreitet und recht häufig. Bekannte Mergelvorkommen in Mittel- und Westeuropa befinden sich im Mergelland im südlichen Teil der niederländischen Provinz Limburg und in angrenzenden Gebieten Belgiens und Deutschlands. Insbesondere die Mergelgrotten von Maastricht und Valkenburg aan de Geul sind eine lokale Touristenattraktion. Weitere große Mergelvorkommen liegen im Mainzer Becken in der rheinlandpfälzischen Region Rheinhessen.
In der österreichischen Petrologie werden spezielle lokale Mergelformen auch Tegel genannt.
In den Nördlichen Kalkalpen sind unter den stark verfestigten Mergelsteinen vor allem die Fleckenmergel und die Allgäuschichten bedeutsam.
Im Ruhrgebiet trennt die Mergelgrenze zwei Bereiche des Steinkohlebergbaus. Nördlich der Mergelgrenze wird das Steinkohlegebirge durch eine immer mächtiger werdende Schicht aus Mergel überdeckt, die den Bergbau erschwert.

## Verwendung der Mergel
Mergel ist der wichtigste Rohstoff zur Herstellung von Zement.
In der Landwirtschaft wurden in der Vergangenheit hauptsächlich trockengelegte Feuchtgebiete (Moore und Sümpfe) mit Mergel aufgewertet; der Kalk neutralisierte die sauren Böden, der Ton stabilisierte den weichen Boden, damit die Äcker begehbar und befahrbar wurden.
In den 1920er Jahren wurde der Abbau per Blausandmaschine mechanisiert.

## Ausgemergelter Boden
Da das Mergeln in den ersten Jahren sichtbare Ertragssteigerungen brachte und voreilig einer nachhaltigen Bodendüngung gleichgesetzt wurde, in Wirklichkeit aber dem Boden außer Kalk keine Nährstoffe (Phosphate, Nitrate) zuführte, wurden beim Ausbleiben anderer Düngergaben (Kompost, Mist, später auch Guano, Superphosphat o. Ä.) die Felder bald unfruchtbar und ausgelaugt.
Die Bauernregel „Mergel macht reiche Väter und arme Söhne“ deutet die Schwierigkeit mit Mergel an.
Das Verb ausmergeln ist jedoch etymologisch nicht mit Mergel verwandt. Vielmehr ist es von Mark abgeleitet und bedeutete ursprünglich „das Mark herausnehmen“, also „ausmarken“. Daraus entwickelten sich für ausgemergelt die Bedeutungen „ausgezehrt“, „abgemagert“ und „entkräftet“. Erst später sprach man dann auch von „ausgemergelten Böden“ und unterstellte volksetymologisch eine Ableitung von Mergel. Das Deutsche Wörterbuch der Brüder Grimm widmete der seinerzeit noch spärlich vorhandenen Redeweise „den Boden ausmergeln“ nur eine kurze Anmerkung.

## Weinbau
Nur auf gut kalkhaltigen Mergelböden und dort an steilen Süd- oder Südwestlagen gedeiht die italienische Rebsorte Nebbiolo.